# Ryt Szkocki Dawny i Uznany
Ryt Szkocki Dawny i Uznany (RSDU) – jeden z dominujących i bardziej rozbudowanych rytów masońskich, mocno przeniknięty tradycją judaizmu. Wbrew nazwie, nie powstał w Szkocji, lecz w napoleońskiej Francji. Posiada 33 stopnie wtajemniczenia. Związany przede wszystkim z masonerią regularną.

## Stopnie RSDU
Masoneria niebieska (świętojańska) – stopnie symboliczne (uniwersalne)
1° Uczeń
2° Czeladnik
3° Mistrz
Masoneria czerwona – stopnie kapitularne
4° Mistrz Tajny
5° Mistrz Doskonały
6° Sekretarz Tajny
7° Przełożony i Sędzia
8° Nadzorca Budowli
9° Mistrz (Rycerz) Wybrany z Dziewięciu
10° Mistrz (Rycerz) Wybrany z Piętnastu
11° Wzniosły Kawaler (Rycerz) Wybrany
12° Wielki Mistrz Budowniczy
13° Mason Królewskiego Sklepienia
14° Wybrany Doskonały albo Wielki Wybrany (Wielki Szkot Świętego Sklepienia Jakuba)
15° Kawaler (Rycerz) Wschodu lub Miecza
16° Książę Jerozolimski
17° Kawaler (Rycerz) Wschodu i Zachodu
18° (Najwyższy) Rycerz (Książę) Różokrzyżowiec
Masoneria czarna – stopnie filozoficzne
19° Wielki Kapłan Niebieskiego Jeruzalem (Wzniosły Szkot)
20° Wielki Mistrz Lóż Symbolicznych
21° Noachita lub Rycerz Pruski
22° Rycerz Królewskiego Topora lub Książę Libanu
23° Urzędnik (Obrońca) Przybytku
24° Książę Przybytku
25° Kawaler (Rycerz) Miedzianego Węża
26° Książę Łaski
27° Najwyższy Komandor Świątyni
28° Kawaler (Rycerz) Słońca
29° Wielki Rycerz (Szkot) św. Andrzeja (Szkockiego)
30° Rycerz Kadosz
Masoneria biała – stopnie administracyjne
31° Wielki (Inspektor-Inkwizytor) Komandor
32° Wzniosły Książę Królewskiej Tajemnicy (Książę Królewskiego Sklepienia)
33° I OSTATNI: Suwerenny Wielki Inspektor Generalny (Najwyższy Inspektor)
Zasadnicze znaczenie mają stopnie 18, 30 i administracyjne. Stopień Rycerza Kadosza jest najwyższym w hierarchii dogmatycznej (w języku hebrajskim kadosz oznacza „święty”). Oznaką stopnia jest sztylet zaś świętym słowem Nekam – „zemsta” (nawiązuje do śmierci Jakuba de Molaya).

## W Polsce
W okresie międzywojennym liczbę polskich wolnomularzy wyższych stopni (od czwartego począwszy) szacowano na 90–150 członków.
Polscy wolnomularze regularni Rytu Szkockiego zrzeszeni są w organizacji pod nazwą: „Suwerenny Zakon Rytu Szkockiego Dawnego Uznanego Wolnych i Przyjętych Mularzy Polski”. Polski Zarząd Rytu jest odrębną strukturą organizacyjną niepodporządkowaną obediencji WLNP, zarządzającej lożami błękitnymi. Najwyższym organem zarządzającym w Polsce jest Rada Najwyższa Wielkich Suwerennych Inspektorów Generalnych 33 i Ostatniego Stopnia Rytu Dawnego Uznanego Wolnych i Przyjętych Mularzy Polski. Skupia ona wolnomularzy regularnych rytu szkockiego posiadających 33. stopień wtajemniczenia. Na jej czele stoi wielki komandor, obecnie Sergiusz Chądzyński, wcześniej – Marek Brzeziński (w latach 2007–2018), Jean Wojciech Siciński (w latach 1994–2007), Tadeusz Gliwic (w latach 1993–1994).
Wyższe stopnie szkockie aktywne są w Polskiej Federacji „Le Droit Humain”, w ramach której działają loże doskonalenia (4-14 stopień) „Spirala” w Warszawie i „Świetlisty Krąg” w Katowicach oraz loża kapitularna „Feniks” (18 st.) i areopag „Orzeł Czarny i Biały” (30 st.) w Warszawie. Wielka Loża Kultur i Duchowości posiada w Ustroniu lożę doskonalenia „Jan Szczepański”.
Ponadto w dniu 5 listopada 2010 roku Rada Najwyższa 33 i Ostatniego Stopnia RSDIU Wielkiej Loży Włoch ukonstytuowała dziewięcioosobową Radę Najwyższą Inspektorów Generalnych 33 i ostatniego stopnia Rytu Szkockiego Dawnego i Uznanego Wolnych i Uznanych Mularzy Polski i krajów Bałtyckich, powiązaną traktatem z Wielkim Wschodem Polski. Pierwszym wielkim komandorem nowej obediencji stopni wyższych został wybrany Waldemar Gniadek, który pełnił tę funkcję do czerwca 2013 r.